# Kirche von Algutsrum

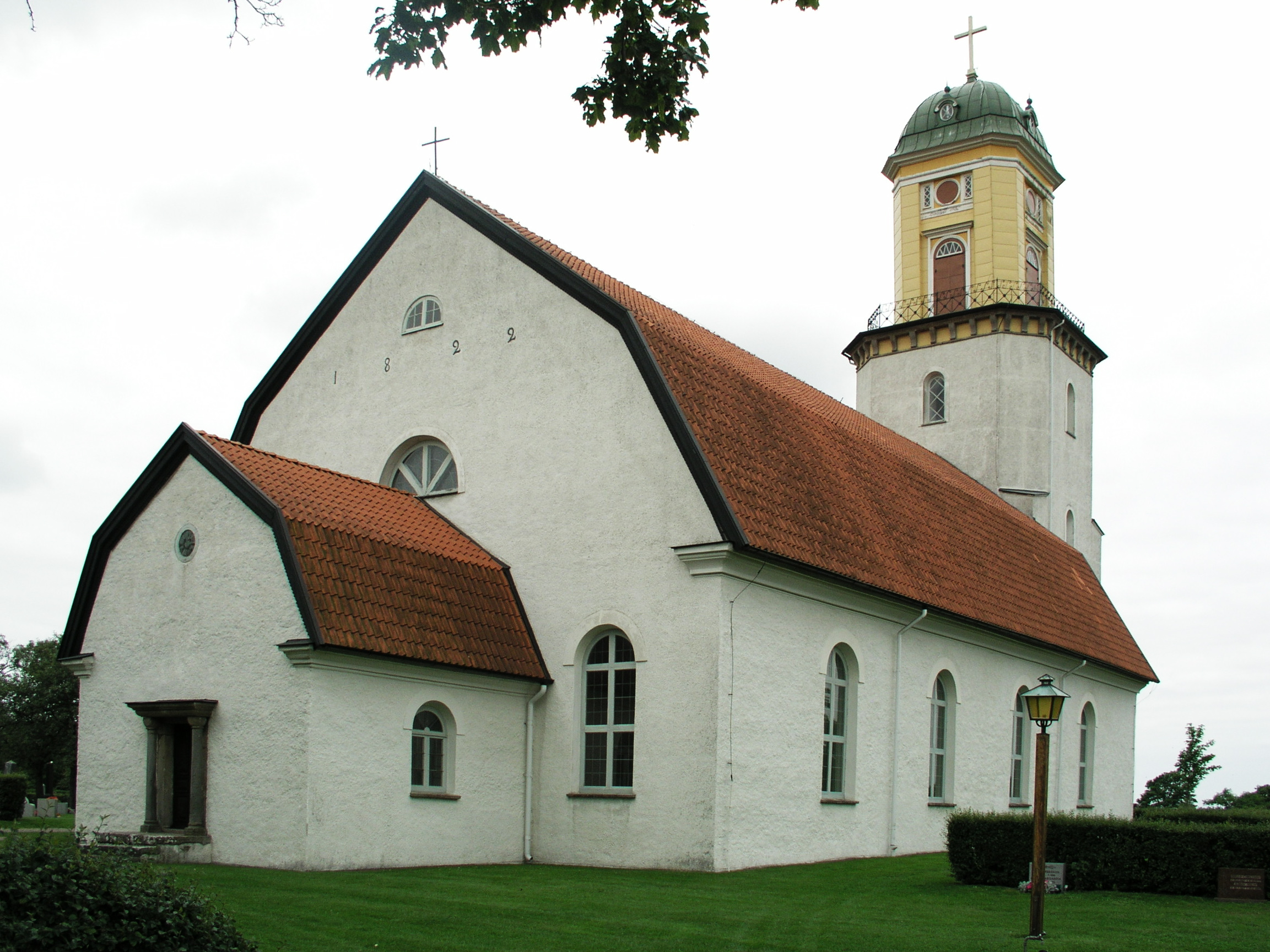
Kirche von Algutsrum

Die Kirche von Algutsrum ist die Kirche des Dorfes Algutsrum auf der schwedischen Ostseeinsel Öland.
Die Kirche geht auf einen Vorgängerbau aus dem 12. Jahrhundert zurück. 1822 wurden Chor, Kirchenschiff und Sakristei der mittelalterlichen Kirche abgebrochen und durch eine neue Saalkirche ersetzt. Der Westturm und ein kleiner Teil des ursprünglichen Schiffs blieben erhalten, allerdings wurde auch das äußere Erscheinungsbild des Turms weitgehend verändert.
Östlich der Kirche befindet sich der historische Markt von Algutsrum.